# Catedral de Nuestra Señora del Rosario (Kisangani)
La Catedral de Nuestra Señora del Rosario (en francés: Cathédrale Notre-Dame du Rosaire à Kisangani) es el nombre que recibe un edificio religioso que pertenece a la Iglesia Católica y se encuentra ubicado en la localidad de Kisangani (antes llamada Stanleyville) en la provincia de Tshopo (antes provincia oriental) en el país africano de República Democrática del Congo. Su historia se remonta a 1899. Ha sido restaurada varias veces.
Las últimas tres batallas entre los ejércitos de Ruanda y Uganda por el control de un puerto en el Congo causaron daños al edificio.
Se trata de un templo que sigue el rito romano o latino y destaca por se la sede de la arquidiócesis de Kisangani (Archidioecesis Kisanganiensis o bien Archidiocèse de Kisangani) que fue creada por el papa Juan XXIII mediante la bula Cum parvulum.
El papa Juan Pablo II la visitó en mayo de 1980. Esta bajo la responsabilidad pastoral del arzobispo Marcel Utembi Tapa.